# Perry (Vorname)
Perry ist ein englischer männlicher Vorname. Er ist eine Koseform des lateinischen Namens Peregrin (von lateinisch peregrinus „fremd, ausländisch, Fremder“).

## Namensträger

### Vorname
- Perry A. Chapdelaine (1925–2015), US-amerikanischer Autor und Herausgeber
- Perry Anderson (Historiker) (* 1938), britischer Historiker
- Perry Anderson (Eishockeyspieler) (* 1961), kanadischer Eishockeyspieler
- Perry Belmont (1851–1947), US-amerikanischer Politiker, Diplomat und Offizier
- Perry Berezan (* 1964), kanadischer Eishockeyspieler und -trainer
- Perry Bhandal (* 1968), britischer Filmregisseur, Drehbuchautor und Filmproduzent
- Perry Botkin Sr. (1907–1973), US-amerikanischer Jazzmusiker, Komponist und Songwriter
- Perry Botkin junior (1933–2021), US-amerikanischer Komponist, Songwriter und Musikproduzent
- Perry Bradford (1893–1970), US-amerikanischer Pianist, Sänger und Komponist
- Perry Bräutigam (* 1963), deutscher Fußballtorwart und -trainer
- Perry Christie (* 1943), bahamaischer Politiker
- Perry Como (1912–2001), US-amerikanischer Popsänger
- Perry Doolittle (1861–1933), kanadischer Arzt, Erfinder, Radrennfahrer und Automobilist
- Perry Ellis (1940–1986), US-amerikanischer Modedesigner
- Perry Farrell (* 1959), US-amerikanischer Rockmusiker
- Perry Ferguson (Filmarchitekt, 1901), US-amerikanischer Filmarchitekt
- Perry Ferguson (Filmarchitekt, 1938), US-amerikanischer Filmarchitekt und Fernseh-Szenenbildner
- Perry Friedman (1935–1995), kanadischer Folksänger und Musiker
- Perry Goldstein (* 1952), US-amerikanischer Komponist und Musikpädagoge
- Perry Green (* 1936), US-amerikanischer Pokerspieler
- Perry Groves (* 1965), englischer Fußballspieler
- Perry Jones (Tennisfunktionär) (1890–1970), US-amerikanischer Tennisfunktionär
- Perry King (* 1948), US-amerikanischer Schauspieler
- Perry Kitchen (* 1992), US-amerikanischer Fußballspieler
- Perry Lind (1936–2022), US-amerikanischer Jazzmusiker
- Perry Duke Maxwell (1879–1952), US-amerikanischer Golfarchitekt
- Perry Miller (Historiker) (Perry Gilbert Eddy Miller; 1905–1963), US-amerikanischer Geschichts- und Literaturwissenschaftler
- Perry Miller (Eishockeyspieler) (Perry Elvin Miller; * 1952), kanadischer Eishockeyspieler
- Perry Schmidt-Leukel (* 1954), deutscher Theologe und Hochschullehrer
- Perry Schwartz (1915–2001), US-amerikanischer American-Football-Spieler
- Perry Turnbull (* 1959), kanadischer Eishockeyspieler

### Kunstfiguren
- Perry Clifton, Londoner Kaufhaus- und Privatdetektiv. Romanheld des deutschen Hörspiel- und Buchautors Wolfgang Ecke.
- Perry Mason, Strafverteidiger und Titelfigur der gleichnamigen Fernsehserie
- Perry Rhodan, Titelheld der gleichnamigen Science-Fiction-Serie
- Perry das Schnabeltier, Haustier und Geheimagent in der Zeichentrickserie Phineas und Ferb